# Timothy Olyphant
Timothy David Olyphant (sinh ngày 20 tháng 5 năm 1968) là một nam diễn viên người Mỹ. Anh được biết đến nhiều nhất qua vai diễn Cảnh sát trưởng Seth Bullock trong sê-ri truyền hình (phim truyền hình) Deadwood (2004-2006) và Raylan Givens trong sê-ri truyền hình Justified (2010-nay). Ngoài ra, anh còn tham gia nhiều phim điện ảnh khác. Thời sinh viên, Olyphant còn là một vận động viên bơi lội tài năng.

## Thời thơ ấu
Olyphant sinh tại Honolulu, Hawaii, Mỹ, là con của John Vernon Bevan Olyphant và Katherine Lyon. "Olyphant" là tên một dòng tộc người Scotland ở cao nguyên Scotland. Anh lớn lên ở Modesto, California và bắt đầu thi đấu bơi lội từ năm 6 tuổi. Lên cấp 3, Olyphant bắt đầu luyện tập nghiêm túc dưới sự hướng dẫn của hướng dẫn viên Darrell Lohrke và trở thành vận động viên bơi lội được xếp hạng cấp quốc gia. Anh vào chung kết Giải vô địch quốc gia bơi quãng ngắn Hoa Kỳ năm 1986, phần Hỗn hợp cá nhân 200. Cùng năm đó, anh tốt nghiệp Trường Trung học Fred C. Beyer.
Vào Đại học Nam California học ngành mĩ thuật, Olyphant tiếp tục thi đấu bơi lội ở Los Angeles. Anh ghi danh lớp diễn xuất như một môn tự chọn tại Đại học California Irvine nhằm hoàn tất số tín chỉ cần thiết để tốt nghiệp Đại học Nam California. Sau đó, Olyphant quyết định dời đến thành phố New York để học diễn xuất thay vì tiếp tục học lên thạc sĩ ngành mĩ thuật. Anh học diễn xuất trong hai năm tại William Esper Studio rồi đi tìm việc nghề diễn xuất.

## Sự nghiệp diễn xuất
Olyphant ra mắt năm 1995 tại sân khấu Off-Broadway chuyên nghiệp năm 1995 với vai Tim Hapgood trong vở The Monogamist của Playwrights Horizons, qua đó nhận giải Theatre World. Năm 1996, anh xuất hiện trong vở kịch độc diễn SantaLand Diaries do David Sedaris viết và do Joe Mantello chuyển thể và đạo diễn, cũng như xuất hiện trong vở kịch Plunge.
Sau đó, Olyphant quay về Los Angeles và tìm việc trong ngành truyền hình. Năm 195 anh lần đầu bắt đầu nghiệp diễn trên TV trong tập phim thử nghiệp của sê-ri làm lại 77 Sunset Strip do Clint Eastwood sản xuất. Anh cũng được nhận diễn trong tập thử nghiệp của sê-ri Mr. & Mrs. Smith (1996) của đài CBS trong vai Scooby. Olyphant diễn ba tập của phim truyền hình đề tài cảnh sát High Incident và phim truyền hình Ellen Foster (1997) của Hallmark Channel. Năm 1998, anh góp mặt trong phim When Trumpets Fade - một phim lấy đề tài là trận chiến rừng Hürtgen năm 1944 - của HBO. Năm 1998, anh được mời diễn trong tậo phim "Valley of the Twenty Something Guys" của sê-ri Sex and the City trong vai bạn trai của Carrie Bradshaw.
Olyphant lần đầu diễn xuất trong phim điện ảnh với một vai nhỏ trong phim The First Wives Club (1996). Anh xuất hiện thoáng qua trong phim A Life Less Ordinary (1997) và thu hút sự chú ý của khán giả qua sự góp mặt trong phim kinh dị Scream 2 (1997). Anh đóng vai kẻ buôn ma túy trong phim hài Go (1999). Các phim tiếp theo có anh diễn là Advice from a Caterpillar (1999), No Vacancy (1999), The Broken Hearts Club: A Romantic Comedy (2000), Gone in 60 Seconds (2000), Rock Star (2001) và Dreamcatcher (2003). Năm 2004, anh đóng vai một nhà sản xuất phim khiêu dâm trong phim The Girl Next Door.
Từ 2004 đến 2006, Olyphant vào vai vị cảnh sát trưởng Seth Bullock trong sê-ri Deadwood của HBO trong ba mùa phim. Anh xem đó là một trong những vai chính đầu tiên thể hiện sự "phức tạp" và "tinh tế".

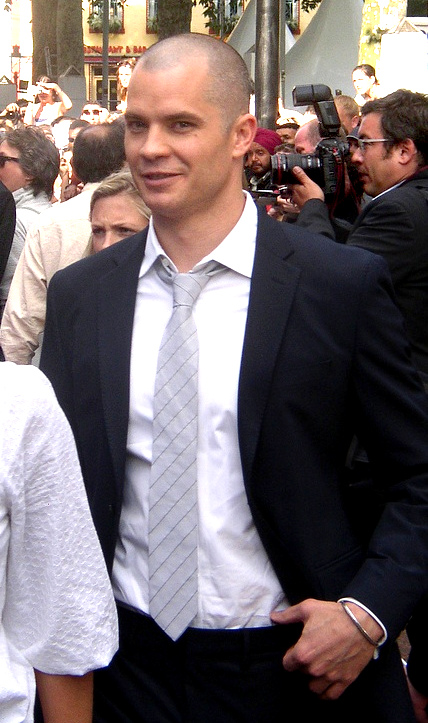
Olyphant để đầu trọc để diễn xuất vai Đặc vụ 47 - nhân vật chính phim Hitman (2007). Ảnh chụp năm 2008.

Tháng 1 năm 2007, anh tham gia phim hài Catch and Release bên nữ diễn viên Jennifer Garner. Để diễn trong phim này, anh đã vượt qua nhiều nam diễn viên tên tuổi khác, trong đó có cả Matthew Fox. Được biết Olyphant từng học diễn xuất với Garner khi anh mới chuyển đến New York. Sau đó, anh tham gia phim Live Free or Die Hard cùng với Bruce Willis trong vai kẻ khủng bố trên mạng Thomas Gabriel. Cũng trong năm 2007, anh cạo trọc đầu để vào vai chính Đặc vụ 47 trong phim Hitman. Năm 2008, các phim có anh tham gia là Stop-Loss (kể về chiến tranh Iraq), Meet Bill (phim hài có Aaron Eckhart và Jessica Alba) và lồng tiếng cho trò chơi điện tử Turok.
Olyphant còn là bình luận viên thể thao không nhận lương cho show truyền thanh buổi sáng trên sóng truyền thanh Indie 103.1 ở Los Angeles cho đến khi kênh này chấm dứt vào tháng 1 năm 2009.
Tháng 6 năm 2008, anh tham gia sê-ri Damages của FX với vai Glenn Close. Cùng lúc đó, anh cũng tham gia hài kịch tình huống Samantha Who? nhưng sau anh được thay bởi Billy Zane. Năm 2009, anh diễn cùng Steve Zahn và Milla Jovovich trong phim A Perfect Getaway với vai một cựu chiến binh chiến tranh Iraq nhưng có thể cũng là một kẻ giết người hàng loạt. Năm 2010, anh vào vai cảnh sát trưởng thị trấn trong bản làm lại của phim The Crazies.
Mùa xuân năm 2010, Olyphant nhận vai chính Raylan Givens trong sê-ri Justified của FX. Trong phim, Givens đội nón Stetson và hành xử như một cảnh sát trưởng của miền Viễn Tây hoang dã dù rằng đó là vào thế kỉ 21. Sê-ri dựa trên nhân vật của Elmore Leonard trong các tiểu thuyết Pronto và Riding the Rap và truyện ngắn "Fire in the Hole". Cũng trong năm 2010, anh diễn hai tập trong mùa 7 của hài kịch The Office (kênh NBC). Năm 2011, anh lồng tiếng Spirit of the West cho phim hoạt hình Rango.

## Đời tư
Olyphant sống ở Westwood, Los Angeles cùng vợ và ba con. Anh kết hôn với vợ là Alexis Knief vào tháng 7 năm 1991. Con gái đầu lòng Grace Katherine sinh năm 1999, nối tiếp là con trai Henry và con gái Vivian.

## Danh sách phim và lồng tiếng

### Phim điện ảnh
| Năm  | Tựa đề                                    | Vai                                          | Ghi chú                                                                           |
| ---- | ----------------------------------------- | -------------------------------------------- | --------------------------------------------------------------------------------- |
| 1996 | The First Wives Club                      | Brett Artounian                              |                                                                                   |
| 1997 | A Life Less Ordinary                      | Hiker                                        |                                                                                   |
| 1997 | Scream 2                                  | Mickey Altieri                               |                                                                                   |
| 1998 | 1999 (Girls and Boys)                     | Hooks                                        |                                                                                   |
| 1998 | When Trumpets Fade                        | Trung úy Terrence Lukas                      |                                                                                   |
| 1999 | No Vacancy                                | Luke                                         |                                                                                   |
| 1999 | Go                                        | Todd Gaines                                  |                                                                                   |
| 1999 | Advice from a Caterpillar                 | Brat                                         |                                                                                   |
| 2000 | The Broken Hearts Club: A Romantic Comedy | Dennis                                       |                                                                                   |
| 2000 | Gone in 60 Seconds                        | Thám tử Drycoff                              |                                                                                   |
| 2001 | Head over Heels                           | Michael                                      |                                                                                   |
| 2001 | Auggie Rose                               | Roy Mason                                    |                                                                                   |
| 2001 | Rock Star                                 | Rob Malcolm                                  |                                                                                   |
| 2001 | Doppelganger                              | Brian                                        |                                                                                   |
| 2002 | Coastlines                                | Sonny Mann                                   |                                                                                   |
| 2003 | The Safety of Objects                     | Randy                                        |                                                                                   |
| 2003 | Dreamcatcher                              | Pete Moore                                   |                                                                                   |
| 2003 | A Man Apart                               | Hollywood Jack                               |                                                                                   |
| 2004 | The Girl Next Door                        | Kelly                                        |                                                                                   |
| 2007 | Catch and Release                         | Fritz                                        |                                                                                   |
| 2007 | Live Free or Die Hard                     | Thomas Gabriel                               |                                                                                   |
| 2007 | Hitman                                    | Đặc vụ 47                                    |                                                                                   |
| 2008 | Stop-Loss                                 | Trung tá Boot Miller                         |                                                                                   |
| 2008 | Meet Bill                                 | Chip                                         |                                                                                   |
| 2009 | A Perfect Getaway                         | Nick                                         | Đề cử Giải của Hiệp hội phê bình phim Toronto cho nam diễn viên phụ xuất sắc nhất |
| 2009 | High Life                                 | Dick                                         |                                                                                   |
| 2010 | The Crazies                               | Cảnh sát trưởng David Dutten của quận Pierce |                                                                                   |
| 2010 | Elektra Luxx                              | Del                                          |                                                                                   |
| 2011 | I Am Number Four                          | Henri                                        |                                                                                   |
| 2011 | Rango                                     | The Spirit of the West                       | Lồng tiếng                                                                        |
| 2013 | Dealin' with Idiots                       | Cha của Max                                  |                                                                                   |
| 2014 | Bone Tomahawk                             | John Brooder                                 |                                                                                   |
| TBA  | This Is Where I Leave You                 | Horry                                        |                                                                                   |
| 2019 | Missing Link                              | Willard Stenk                                |                                                                                   |
| 2022 | Amsterdam – Vụ án mạng kỳ bí              |                                              |                                                                                   |

### Sê-ri truyền hình
| Năm       | Tựa đề            | Vai                          | Ghi chú |
| --------- | ----------------- | ---------------------------- | --- |
| 1996      | Mr. & Mrs. Smith  | Scooby                       | Thử nghiệm |
| 1997–1998 | High Incident     | Brett Farraday               | 3 tập |
| 1998      | Sex and the City  | Sam                          | 1 tập |
| 2002      | Night Visions     | Eli                          | 1 tập |
| 2004–2006 | Deadwood          | Cảnh sát trưởng Seth Bullock | 36 tập Đề cử – Screen Actors Guild Award for Outstanding Performance by an Ensemble in a Drama Series (2006) |
| 2006      | My Name Is Earl   | Billy Reed                   | 1 tập |
| 2009      | Samantha Who?     | Winston Funk                 | 1 tập |
| 2009–2010 | Damages           | Wes Krulik                   | Mùa 2 và 3 |
| 2010      | The Office        | Danny Cordray                | Các tập: "The Sting" và "Costume Contest" |
| 2010–nay  | Justified         | Raylan Givens                | Giải Satellite cho nam diễn viên xuất sắc nhất – Sê-ri truyền hình (2011) Đề cử - Giải Critics' Choice Television cho nam diễn viên xuất sắc nhất trong sê-ri truyền hình (2011–13) Đề cử - Giải Primetime Emmy cho nam diễn viên chính xuất sắc trong sê-ri truyền hình (2011) Đề cử - Giải Satellite cho nam diễn viên xuất sắc nhất – Sê-ri truyền hình (2012) Đề cử - Giải TCA cho thành tựu cá nhân trong phim truyền hình (2011) |
| 2012      | The League        | Wesley                       | 1 tập |
| 2013      | Archer            | Lucas Troy                   | 1 tập |
| 2013      | The Mindy Project | Graham Logan                 | 1 tập |

### Trò chơi điện tử
| Năm  | Tựa đề                         | Lồng tiếng                         |
| ---- | ------------------------------ | ---------------------------------- |
| 2008 | Turok                          | Cao bồi                            |
| 2011 | Call of Duty: Modern Warfare 3 | Trung sĩ hạng nhất Alfred "Grinch" |